# Rudov
Rudov je vesnice, část obce Míčov-Sušice v okrese Chrudim. Nachází se asi dva kilometry jižně od Míčova-Sušice. Rudov je také název katastrálního území o rozloze 1,02 km².